# たまごのえほん
『たまごのえほん』（いしかわこうじ作・絵　童心社刊）は、2009年12月に絵本作家のいしかわこうじが出版した、しかけ絵本。

## 概要
上右下の三方にひらくページを開いていくと、卵の中から、ひよこ・カタツムリ・うみがめ・ペンギン…次々と赤ちゃんが生まれてくる、しかけ絵本。いしかわは「新しい生命が生まれる瞬間に立ち会える絵本を作りたい」という思いからこの絵本の制作を思い立ち、長い試行錯誤の末に前例のない「三方にページがひらくしかけ」を考案したという。目玉焼きをイメージしたシンプルで印象的なブックデザインも、作家自身の手による。第44回造本装幀コンクール展で日本書籍出版協会理事長賞（児童書・絵本部門）を受賞。「いしかわこうじ しかけえほん」シリーズの第一作であり、続巻に「はなのさくえほん」「みんな とぶよ！」（共に、いしかわこうじ作・絵／童心社刊）がある。